# Koinaka
Koinaka (恋仲?) è un dorama televisivo giapponese trasmesso in prima visione su Fuji Television dal 20 luglio del 2015 il lunedì sera alle ore 21:00. È stato diretto da Hiro Kanai e Shōgo Miyaki, entrambi avevano già diretto assieme Summer Nude due anni prima. La sceneggiatura è stata scritta da Sayaka Kuwamura, uno degli autori della versione live action di Strobe Edge.
Sōta Fukushi ha interpretato il ruolo principale per la prima volta in un dramma Getsuku, Tsubasa Honda ha interpretato il suo amico d'infanzia e Shūhei Nomura ha fatto innamorare il suo rivale; avevano fatto un'apparizione congiunta nel film Enoshima Prism del 2013.
Il primo episodio ha ottenuto un rating di spettatori del 9,8%, mentre il terzo ha registrato il punteggio più alto dell'11,9% nella regione del Kantō; l'ultimo episodio è stato trasmesso parzialmente in diretta e Rino Sashihara vi è apparsa con un ruolo di ospite d'onore.

## Trama
Aoi è nato e cresciuto nella prefettura di Toyama; ha una personalità non ancora perfettamente definita e sa solamente di non essere particolarmente attratto dalla stagione estiva, si ritrova ad essere indeciso e alquanto affetto da timidezza.
Una volta era il membro centrale della squadra di nuoto quando ancora frequentava le scuole superiori ed aspirava a diventare un celebre architetto, ma il suo sogno sembra essere oramai del tutto svanito mentre lascia che i giorni passino anonimi e monotoni lavorando come assistente in un piccolo studio di architettura a Tokyo.
In un giorno d'estate incontra del tutto casualmente la sua più cara amica d'infanzia nonché primo amore, Akari. Quando frequentavano la scuola trascorrevano tutti i giorni insieme come perfetti compagni ed intimi amici, questo fino al momento dei fuochi d'artificio avvenuti nel corso del 3º anno. Quella notte Akari improvvisamente scomparve. 
Aoi si costrinse a seppellire i propri sentimenti per lei in fondo al suo cuore, anche se sentiva che non sarebbe mai riuscito a dimenticarla davvero; il giovane pare rivivere l'antico sentimento di commozione di fronte a quell'inaspettato incontro. Tuttavia in piedi accanto a lei si trova un altro ragazzo che si chiama anch'egli Aoi, anche se di cognome; è il suo nuovo fidanzato. Era stato un amico d'infanzia di entrambi.

## Musica
Sigla finale: Kimi ga Kureta Natsu di Leo Ieiri

## Ascolti
| Episodio | Data di trasmissione | Dati Video Research, Ltd. (Regione del Kanto) |
| -------- | -------------------- | --------------------------------------------- |
| 1        | 20 luglio 2015       | 9,8%                                          |
| 2        | 27 luglio 2015       | 9,9%                                          |
| 3        | 3 agosto 2015        | 11,9%                                         |
| 4        | 10 agosto 2015       | 10,8%                                         |
| 5        | 17 agosto 2015       | 11,8%                                         |
| 6        | 24 agosto 2015       | 9,5%                                          |
| 7        | 31 agosto 2015       | 10,6%                                         |
| 8        | 7 settembre 2015     | 10,9%                                         |
| 9        | 14 settembre 2015    | 11,5%                                         |
| Media    | Media                | 10.8%                                         |

Fonti:Video Research, Ltd.

## Riconoscimenti
- 86th Television Drama Academy Awards: Best Theme Song